# 342 هـ
342 هـ هي سنة في التقويم الهجري امتدت مقابلةً في التقويم الميلادي بين سنتي 953 و954.

## وفيات
- أبو العباس السياري
- إبراهيم بن المولد
- الحكيم السمرقندي
- خبازي النيشابوري
- أبو بكر الصبغي